# 희미한 옛사랑의 그림자
《희미한 옛사랑의 그림자》는 1987년 10월 25일에 MBC TV에서 방영된 베스트셀러극장이다. 옛 애인을 만나면서 되살아난 학창시절의 꿈과 현실 속에서 방황하는 한 남자의 갈등을 그렸다.

## 줄거리
대학시절 연극을 통해 만난 석범(하재영)과 희수(양미경)는 사랑하였으나 우연한 일로 헤어지고 10년 만에 다시 만나게 된다. 외국 유학을 마치고 프로듀서가 된 희수는 자신 때문에 연극과 노래에 대한 열정을 숨긴 채 지리한 삶을 살고 있는 석범에게 뮤지컬을 해보라고 권한다.

## 출연
- 하재영
- 양미경
- 오미연
- 홍계일
- 국정환
- 김웅철
- 서권순
- 박경순
- 이경호
- 홍성선
- 윤예희